# Carino Piotr z Balsamo
Carino Piotr z Balsamo (ur. w XIII wieku w Balsamo, zm. w 1293 we Forlì) – włoski dominikanin (OP), błogosławiony Kościoła rzymskokatolickiego.
Według tradycji katolickiej był okrutnym człowiekiem. W dniu 6 kwietnia 1252 roku zamordował św. Piotra z Werony. Po dokonanym zabójstwie trafił do więzienia, lecz wkrótce z niego uciekł. Resztę życia spędził na modlitwie i pokucie. Wstąpił do zakonu dominikanów przyjmując imię Piotr.
Carino zmarł w 1293 roku w opinii świętości.
Jego kult datowany jest od 1822 roku, kiedy zatwierdził go Pius VII, jednakże proces beatyfikacyjny został przerwany śmiercią papieża.
Bł. Carino został pochowany w katedrze we Forlì.
Wspomnienie liturgiczne obchodzone jest 28 kwietnia.